# Stade Edgardo Baltodano Briceño
Le stade Edgardo Baltodano Briceño est un stade de football situé à Liberia au Costa Rica.